# Karen Bardsley
Karen Louise Bardsley (Santa Mônica (Califórnia), 14 de outubro de 1984) é uma futebolista britânica, de origem estadunidense, que atua como goleira.

## Carreira
Karen Bardsley integrou o elenco da Seleção Britânica de Futebol Feminino, nas Olimpíadas de 2012.